# Rosenmüller
Rosenmüller är en svensk högadlig släkt, ursprungligen från Ingermanland, som har Fredrik Müller (död före 1637), befallningsman hos Jakob De la Gardie, som stamfader. Sonen Adrian Müller, translator och ridderskapssekreterare i Ingermanland samt diplomat (död troligen 1667), adlades den 16 mars 1662 under namnet Rosenmüller och introducerades den 30 juli 1664 som nr 706. Ätten uppflyttades den 3 november 1778 i dåvarande riddarklassen.   

## Historik
Ättens stamfader var Fredrik Müller i Ingermanland (död före 1637), befallningsman hos Jakob De la Gardie. Sonen Adrian Müller, translator och ridderskapssekreterare i Ingermanland samt diplomat (död troligen 1667), adlades den 16 mars 1662 under namnet Rosenmüller och introducerades den 30 juli 1664 som nr 706. Ätten uppflyttades den 3 november 1778 i dåvarande riddarklassen. Originalsköldebrevet förvaras i Riddarhuspalatset.  Ätten består idag av ett femtiotal personer. Se även Tyllinge säteri, ännu i släktens ägo. 

### Duwall
Den svenska, friherrliga ätten Duwall är i dag utslocknad, men lever på ett sätt kvar genom adelsätten Rosenmüller. Friherrinnan Margaretha Duwall gifte sig nämligen år 1844 med huvudmannen i ätten Rosenmüller,  Samuel Georg Rosenmüller. Sedan dess bär manliga medlemmar av ätten Rosenmüller som något av förnamnen namnet Duwall.

## Blasonering
"...Een blåå skiöld deruthi een siöö- och landevägh /: som hans månge giorde reesor till vatten och land betyda :/ med enn hvijt lillie öfver, uppå hvilkens eene sijda en röd roos. Ofvan på skiölden een öpen tornerhielm. Crantzen och hielmtecket med rödt, blått och hvitt fördeelt. Öfver hielmen Mercurii staaff emillan två svarte uthslagne vingar och på hvardera vingen een hvijt lillie med een vidhengiande rööd roos på sijdan, alldeles som sielfve vapnet här mitt uppå med sine egentelige färgor repræsenterat och affmåhlat ståår."